# Giuseppe Valdengo
Giuseppe Valdengo (Torino, 24 maggio 1914 – Aosta, 3 ottobre 2007) è stato un baritono italiano.

## Biografia
Studiò violino privatamente ed oboe e canto al Conservatorio Giuseppe Verdi di Torino. Intrapresa la carriera di cantante lirico, dopo alcune apparizioni in ruoli secondari dette inizio a una prestigiosa carriera, apparendo nel 1936 a Parma come Figaro ne Il barbiere di Siviglia ed esordendo nel 1938 alla Scala ne La traviata. La carriera dovette subire però una precoce interruzione dovuta agli obblighi militari, riprendendo soltanto nel 1942 con La bohème, ancora a Parma.
Nel 1946, con una rappresentazione di Madama Butterfly alla New York City Opera, iniziò l'importante attività internazionale e, l'anno successivo, il lungo rapporto col Metropolitan, ove debuttò come Tonio in Pagliacci e dove apparve regolarmente fino al 1954. Fu presente anche a Philadelphia e San Francisco, in importanti sedi europee, come Parigi e Glyndebourne, e nei maggiori teatri italiani, tra i quali ancora La Scala (1953).
Le non comuni doti interpretative e musicali e la pronuncia perfetta, che consentiva di capire ogni parola, lo portarono a specializzarsi nel repertorio verdiano, diventando il baritono preferito di Arturo Toscanini, con cui eseguì a New York per la NBC Otello, Aida e Falstaff, dei quali rimangono le registrazioni. Pubblicò il volume autobiografico Ho cantato con Toscanini (Pietro Cairoli 1962).
Abbandonò il palcoscenico nel 1966, dedicandosi all'insegnamento (tra i suoi allievi i baritoni Bruno Praticò e Alessandro Corbelli, e il tenore Jorge de León) e alle ultime incisioni discografiche. Trascorse gli ultimi anni della vita a Casale Monferrato, dove è sepolto.

## Discografia

### Incisioni in studio
- Madama Butterfly, con Eleanor Steber, Richard Tucker, Jean Madeira; dir. Max Rudolf - 1949 Columbia-Philips
- Pagliacci, con Lucine Amara, Richard Tucker, Clifford Harvuot; dir. Fausto Cleva - 1951 Columbia-Philips
- Il segreto di Susanna, con Elena Rizzieri; dir. Angelo Questa - 1954 Cetra
- Un ballo in maschera, con Maria Curtis Verna, Ferruccio Tagliavini, Pia Tassinari; dir. Angelo Questa - 1954 Cetra
- Don Pasquale (Malatesta), con Renato Capecchi, Bruna Rizzoli, Petre Munteanu; dir. Francesco Molinari Pradelli - 1955 Philips
- Cavalleria rusticana, con Carla Gavazzi, Mario Ortica; dir. Alberto Erede - Period (reg. audio di video RAI 1956)
- Don Pasquale (Don Pasquale), con Romana Righetti, Orazio Mori, Eduardo Gimenez; dir. Nino Verchi - 1968 Supraphon
- L'elisir d'amore (Dulcamara), con Fulvia Ciano, Ferruccio Tagliavini, Gianni Maffeo; dir. Ino Savini - 1968 Supraphon
- Il barbiere di Siviglia (Don Bartolo), con Piero Cappuccilli, Margherita Guglielmi, Antonio Cucuccio, Silvano Pagliuca; dir. Giacomo Zani - 1969 Supraphon

### Registrazioni dal vivo
- Otello, con Herva Nelli, Ramón Vinay; dir. Arturo Toscanini - New York 1947 RCA
- Rigoletto, con Nadine Conner, Giuseppe Di Stefano, Ignacio Ruffino, Oralia Domínguez; dir. Renato Cellini - Città del Messico 1948 Bongiovanni/Urania
- Manon, con Irma Gonzalez, Giuseppe Di Stefano; dir. Renato Cellini - Mexico City 1948 GOP
- La traviata, con Nadine Conner, Giuseppe Di Stefano; dir. Renato Cellini - Mexico City 1948 House of Opera
- Manon Lescaut, con Dorothy Kirsten, Jussi Björling, Salvatore Baccaloni; dir. Giuseppe Antonicelli - Met 1949 Naxos/Myto
- L'elisir d'amore, con Bidu Sayão, Ferruccio Tagliavini, Salvatore Baccaloni; dir. Giuseppe Antonicelli - Met 1949 Melodram/GOP
- Aida, con Herva Nelli, Richard Tucker, Eva Gustavson, Norman Scott; dir. Arturo Toscanini - New York 1949 (aggiunte 1954) RCA
- Falstaff (Ford), con Leonard Warren, Regina Resnik, Licia Albanese, Cloe Elmo, Giuseppe Di Stefano; dir. Fritz Reiner - Met 1949 IDIS
- Falstaff (Falstaff), con Herva Nelli, Cloe Elmo, Nan Merriman, Frank Guarrera, Antonio Madasi, Teresa Stich Randall; dir. Arturo Toscanini - New York 1950 RCA
- Il barbiere di Siviglia, con Giuseppe Di Stefano, Lily Pons, Salvatore Baccaloni, Jerome Hines; dir. Alberto Erede - Met 1950 Cetra/OASI/Gala
- Simon Boccanegra (Paolo), con Leonard Warren Astrid Varnay, Mihaly Szekely, Richard Tucker, dir. Fritz Stiedry - Met 1950 Myto/Preiser
- La bohème, con Bidu Sayao, Giuseppe Di Stefano, Cesare Siepi, Lois Hunt; dir. Fausto Cleva - Met 1951 Melodram/GOP/Bongiovanni
- Lucia di Lammermoor, con Lily Pons, Ferruccio Tagliavini, Norman Scott, dir. Fausto Cleva - Met 1951 Bensar
- Le nozze di Figaro (Conte), con Cesare Siepi, Victoria de los Ángeles, Nadine Conner, Mildred Miller, Salvatore Baccaloni; dir. Fritz Reiner - Met 1952 Bongiovanni/Walhall
- Don Giovanni (Don Giovanni), con Sesto Bruscantini, Birgit Nilsson, Sena Jurinac, Anton Dermota, Alda Noni, dir. Karl Böhm - Napoli 1955 ed. Golden Melodram
- Madama Butterfly, con Renata Tebaldi, Gianni Raimondi, Anna Di Stasio; dir. Angelo Questa - Napoli 1958 SRO
- La bohème, con Licia Albanese, Giuseppe Di Stefano, Norman Treigle, Audrey Schuh; dir. Renato Cellini - New Orleans 1959 VAI
- Manon Lescaut, con Floriana Cavalli, Carlo Bergonzi, dir. Gabriele Santini - Napoli 1964 Bongiovanni/Lyric Distribution
- I sette peccati capitali, con Laura Zanini, Carlo Franzini, Gino Sinimberghi, Leonardo Monreale, dir. Ferruccio Scaglia - RAI Roma 1968 Edizioni Curcio

## Videografia
- Verdi, Aida, Herva Nelli, Richard Tucker, Eva Gustavson, Norman Scott; dir. Arturo Toscanini, 1949 (live Carnegie Hall  in forma di concerto) RCA
- Mascagni, Cavalleria rusticana, con Carla Gavazzi, Mario Ortica; dir. Alberto Erede - 1956 (video RAI) Immortal
- Puccini, La rondine, con Rosanna Carteri, Giuseppe Gismondo, Ornella Rovero, Gino Sinimberghi; dir. Vincenzo Bellezza - 1958 (live Teatro San Carlo di Napoli) Hardy/VAI